# Drew Plantation
Drew Plantation es una plantación ubicada en el condado de Penobscot en el estado estadounidense de Maine. En el Censo de 2010 tenía una población de 46 habitantes y una densidad poblacional de 0,45 personas por km².

## Geografía
Drew Plantation se encuentra ubicada en las coordenadas 45°35′43″N 68°5′20″O / 45.59528, -68.08889. Según la Oficina del Censo de los Estados Unidos, Drew Plantation tiene una superficie total de 101.29 km², de la cual 98.5 km² corresponden a tierra firme y (2.75%) 2.78 km² es agua.

## Demografía
Según el censo de 2010, había 46 personas residiendo en Drew Plantation. La densidad de población era de 0,45 hab./km². De los 46 habitantes, Drew Plantation estaba compuesto por el 91.3% blancos, el 8.7% eran afroamericanos, el 0% eran amerindios, el 0% eran asiáticos, el 0% eran isleños del Pacífico, el 0% eran de otras razas y el 0% pertenecían a dos o más razas. Del total de la población el 0% eran hispanos o latinos de cualquier raza.